# NGC 1066
NGC 1066 ist eine elliptische Galaxie mit aktivem Galaxienkern vom Hubble-Typ E1 im Sternbild Dreieck am Nordsternhimmel. Sie ist schätzungsweise 199 Millionen Lichtjahre von der Milchstraße entfernt und hat einen Durchmesser von etwa 100.000 Lj.
Im selben Himmelsareal befinden sich noch NGC 1062, NGC 1067 und PGC 10331.
Das Objekt wurde am 12. September 1784 von dem deutsch-britischen Astronomen William Herschel entdeckt.